# Kavran
Kavran is een plaats in de gemeente Marčana in de Kroatische provincie Istrië. De plaats telt 89 inwoners (2001).